# Dwight Tiendalli
Dwight Tiendalli (Paramaribo, 21 de outubro de 1985) é um ex-futebolista neerlandês nascido no Suriname que atuava como lateral-direito.

## Carreira
Tiendalli começou jogando nas categorias de base do Ajax, mas se tornou profissional pelo Utrecht no verão de 2004. Depois de duas temporadas e 3 gols marcados, se transferiu para o Feyenoord, clube onde atuou em 35 jogos entre 2006 e 2009.
Jogou também por Sparta Rotterdam (empréstimo), Twente, Swansea City (também por empréstimo) e Middlesbrough, chegando a ficar 2 anos sem clube. Em 2017, assinou com o Oxford United por uma temporada, atuando em 13 jogos.

## Carreira internacional
Em 2006, ele fez parte da Seleção Nacional dos Países Baixos que conquistou o campeonato Europeu Sub-21 em Portugal. Tiendalli também foi eleito para o time ideal da competição.
Pela equipe principal da Oranje, disputou 2 partidas em 2013.

## Títulos
Twente
- Eredivisie: 2009–10
- Supercopa dos Países Baixos: 2010, 2011

Swansea City
- Copa da Liga Inglesa: 2012–13

Países Baixos
- Campeonato Europeu Sub-21: 2006

### Prêmios individuais
- Equipe do torneio do Campeonato Europeu Sub-21 de 2006[4]